# Damian Smith
Pas d'image ? Cliquez ici

a Compétitions nationales et continentales officielles uniquement.

b Matchs officiels uniquement.
Dernière mise à jour le 2 février 2024.
 Damian Paul Peter Smith, né le 1er février 1969 à Brisbane, est un ancien joueur de rugby à XV australien, qui jouait avec l'équipe d'Australie au poste d'ailier. 

## Carrière

### En club
- Queensland Reds

### En équipe nationale
Il a effectué son premier test match le 31 octobre 1992 contre l'équipe d'Irlande et son dernier test match fut le 18 septembre 1998 contre l'équipe des Fidji.
Il a participé à la Coupe du monde de rugby 1995 (3 matchs).

## Palmarès

### En club
- 119 matchs avec les Queensland Reds

### En équipe nationale
- Nombre de matchs avec l'Australie : 21
- Sélections par années : 1 en 1992, 6 en 1993, 6 en 1994, 7 en 1995, 3 en 1998